# 燧田
燧田（ひうちた）は、福島県郡山市に所在する字である。郵便番号は963-8003。

## 地理
郡山市役所本庁所管地域である旧郡山地区に属し、住所としては「郡山市字燧田」と表記される。北で東宿、北東で向河原町、東で谷島町、南東で方八町、南で達中場、西で駅前とそれぞれ隣接する。JR東日本郡山駅構内の駅舎やホームなど大半を範囲とする。なお、2、4～6番線の北側は中島に、1～6番線の南側は上島に属する。駅前に所在する郡山警察署駅前交番、および堂前町に所在する郡山消防署本署がそれぞれ管轄にあたる。

## 世帯数と人口
2024年1月1日現在の世帯数と人口は以下の通りである。
| 町丁 | 世帯数 | 人口 |
| ---- | ------ | ---- |
| 燧田 | 0世帯  | 0人  |

## 小・中学校の学区
市立小・中学校に通う場合、学区は以下の通りとなる。
| 番地 | 小学校             | 中学校                 |
| ---- | ------------------ | ---------------------- |
| 全域 | 郡山市立金透小学校 | 郡山市立郡山第二中学校 |

## 交通
JR東日本
- 東北新幹線・東北本線・磐越西線、磐越東線
  - 郡山駅

### 道路
- 一般市道駅前二丁目東宿歩道1号線（ペデストリアンデッキ）

## 施設等
- S-PAL 郡山
- 駅レンタカー 郡山店
- 郡山駅西口第一自転車等駐車場